# 昆格爾山
46°51′57.3″N 9°40′14.5″E / 46.865917°N 9.670694°E
昆格爾山（Cunggel），是瑞士的山峰，位於該國東南部，由格勞賓登州負責管轄，屬於普萊蘇爾阿爾卑斯山脈的一部分，海拔高度2,413米，每年平均降雨量1,729毫米。